# Partit Republicà Conservador
El Partit Republicà Conservador (PRC) va ser un partit polític creat en Espanya al gener de 1932 per Miguel Maura després de la ruptura de la Dreta Liberal Republicana, desapareixent a l'inici de la Guerra Civil espanyola. Miguel Maura va tractar de liderar el que considerava l'essència del que havia estat la Dreta Liberal Republicana, a saber, la incorporació al republicanisme espanyol de les masses conservadores i incorporar un model de dreta no vinculada a l'Església catòlica i, per tant, aconfessional i de caràcter occidental.
La creació va suposar una autèntica convulsió entre sectors afins, com la majoria dels periòdics moderats, estenent-se per tot Espanya amb gran quantitat de comitès locals i sota la brillantor de Maura com a parlamentari a les Corts Espanyoles. Maura va liderar l'oposició al Govern de Manuel Azaña, però a les eleccions de 1933, els seus resultats van resultar inferiors als collits per la Dreta Liberal Republicana a les eleccions de 1931. El vot de la dreta sociològica va acudir a votar a la Confederació Espanyola de Dretes Autònomes (CEDA), de condició corporativista i catòlica. La seva condició personalista entorn de la figura de Maura i l'ascens de la CEDA, van dur al PRC a situar-se al límit de la seva incapacitat de representació política en 1935, i desaparegué per complet durant la guerra civil.